# Mesoplia
Mesoplia is een geslacht van vliesvleugelige insecten uit de familie bijen en hommels (Apidae). De wetenschappelijke naam van het geslacht is voor het eerst geldig gepubliceerd in 1841 door Lepeletier.
Mesoplia behoort tot de geslachtengroep Ericrocidini uit de Nieuwe Wereld. Ze komen voor van het zuidwesten van de Verenigde Staten tot het noorden van Argentinië. De meeste soorten zijn gevonden in het Amazonegebied.
Deze robuuste, middelgrote tot grote bijen zijn kleptoparasieten, die hun eitjes leggen in een nest van een andere solitairebijensoort. De gastheersoorten, voor zover gekend, behoren tot de geslachten Centris en Epicharis uit de geslachtengroep Centridini, eveneens uit de familie Apidae.

## Soorten
- M. alboguttata (Ducke, 1905)
- M. azurea (Lepeletier & Audinet-Serville, 1825)
- M. bifrons (Fabricius, 1804)
- M. chalybaea (Friese, 1912)
- M. decorata (Smith, 1854)
- M. dugesi (Cockerell, 1917)
- M. friesei (Ducke, 1902)
- M. guatemalensis Cockerell, 1912
- M. guedesi (Ducke, 1902)
- M. imperatrix (Friese, 1913)
- M. insignis (Smith, 1879)
- M. pilicrus (Friese, 1902)
- M. regalis (Smith, 1854)
- M. rufipes (Perty, 1833)
- M. simillima Schrottky, 1920